# Beredskabskommission
En beredskabskommission er et organ, der varetager den umiddelbare forvaltning af det kommunale redningsberedskab.
Ifølge § 9 i beredskabsloven er skal alle kommunalbestyrelser nedsætte en beredskabskomission. 
Beredskabskommissionen består typisk af borgmesteren, der er født formand, den lokale politimester, en repræsentant for redningsberedskabet samt 3 øvrige medlemmer, der ikke behøver være medlem af kommunalbestyrelsen.